# 延岡市立北川中学校
延岡市立北川中学校（のべおかしりつ きたがわちゅうがっこう）は、宮崎県延岡市北川町川内名にある公立中学校。

## 沿革
- 1947年5月8日 - 北川村立北川中学校が、瀬口分校と下赤分校と共に開校する（北川小学校の校地に併設）。
- 1951年 - 校舎の完成に伴い、現在地に移転する。
- 1953年 - 校歌を制定する。
- 1956年 - 瀬口分校と下赤分校が、それぞれ小学校併設の中学校として独立する。
- 1967年 - 松葉分校と祝子川分校が、それぞれ小学校併設の中学校として独立する。
- 1970年 - 鉄筋コンクリート造の校舎が完成する。
- 1972年11月1日 - 町制施行により、北川町立北川中学校となる。
- 1972年 - 体育館が落成する。
- 1995年 - プールが竣工する。
- 2003年4月1日 - 祝子川中学校、松葉中学校、下赤中学校、瀬口中学校と統合する。
- 2007年3月31日 - 延岡市への編入に伴い、延岡市立北川中学校となる。

## 概要
- 生徒数 70名
- 学級数4個（通常学級、特別支援学級1）

## 学区
- 延岡市北川町全域

## 交通
- 3台のスクールバスが運行されている。
- JR北川駅下車

## 生徒会活動など
- 朝の挨拶運動
- 落ち葉はわき

## 部活動など
- 男女バドミントン部

- 野球部

- 女子バレーボール部
- 吹奏楽部